# والتر ديك
والتر ديك (بالإنجليزية: Walter Dick)‏ (20 سبتمبر 1905 - 24 يوليو 1989) لاعب كرة قدم أمريكي ذو أصول اسكتلندية راحل كان يجيد اللعب في خط الهجوم.
لعب طوال مسيرته الرياضية في أندية أرمادال (1922-1923) نياغارا فولز رانجرز (1923-1924) بروفيدينس (1924-1928) بروفيدينس غولد باغز (1928-1931) فول ريفر (1931-1937) باوتاكيت رانجرز (1937-؟؟؟؟) كيرني سكوتز أميريكانز.
مثل منتخب الولايات المتحدة في مباراة واحدة (1934). شارك مع منتخب الولايات المتحدة في بطولة كأس العالم 1934 في إيطاليا حيث خرج من الدور الثمن النهائي.

## وصلات خارجية
- والتر ديك على موقع الاتحاد الدولي (مؤرشف)  (الإنجليزية)
- والتر ديك على موقع قاعدة بيانات كرة القدم.إي يو (الإنجليزية)
- والتر ديك على موقع ناشيونال فوتبول تيمز (الإنجليزية)
- والتر ديك على موقع Soccerway.com (الإنجليزية)
- والتر ديك على موقع عالم كرة القدم.نت (الإنجليزية)

- هذا سيرة ذاتية